# Asyndetus flavipalpus
Asyndetus flavipalpus är en tvåvingeart som beskrevs av Van Duzee 1932. Asyndetus flavipalpus ingår i släktet Asyndetus och familjen styltflugor.
Artens utbredningsområde är Nevada. Inga underarter finns listade i Catalogue of Life.